# Aporosa prainiana
Aporosa prainiana là một loài thực vật có hoa trong họ Diệp hạ châu. Loài này được King ex Gage mô tả khoa học đầu tiên năm 1922.